# Titeuf et le derrière des choses
Titeuf et le derrière des choses est le cinquième tome de la série de bande-dessinée Titeuf écrit et dessiné par Zep. Il est sorti en 1996.

## Liste des histoires
1. Les nike de la honte
2. La piscine chlorhydrique
3. Le cours d'environnement
4. Techno-arnaque :
5. Le premier poil
6. Le rap ça fait mal
7. La belle inconnue
8. Le sex symbol
9. Les mystères de l'amour
10. Lolos
11. Le retour de « Ze t'aime »
12. Overdose
13. Mes cauchemars
14. Mercredi après-midi
15. Rackett
16. Généaologie
17. Le coussin pétomane
18. Y'a p'us qu'à prier
19. Peace & Love
20. Chiard-T'oses-Pô
21. Terrorisme pratique
22. L'enterrement de tonton Georges
23. Le vaccin sexuel
24. La bédé c'est dangereux
25. E.T.
26. Basil
27. Langue de velours
28. La malédiction du subconscient
29. L'orientateur professionnel
30. Le noël de monsieur pourri
31. Le meilleur en neige
32. Les troupes d'élite
33. Superflash
34. Sacré Ramon
35. Les jeunes filles en fleur
36. Dieu
37. Pépé est biodégradable
38. Le retour de magic Titeuf
39. Save ze planet
40. Aventura park
41. Dites 33
42. Ma vie est nulle
43. Le trésor
44. Rodin
45. Techno-stratégie
46. La boum de fin d'année

## Nouveaux personnages
Basil : Il apparaît dans une deux page de l'album et il réapparaîtra dans la série animée.

## Prix
L'album reçoit le prix du meilleur album au Salon du livre et de la presse jeunesse, ainsi que le prix du meilleur album jeunesse au Festival international de la bande dessinée d'Angoulême.